# N'Dama
La raza de ganado N'Dama es la más representativa del Bos taurus en el oeste de África. El origen de esta raza está situado en las montañas de Fouta-Djallon de Guinea. De allí el N'Dama se ha diseminado al Congo, África central, Gabón, Nigeria y Zaire, especialmente en las regiones infestadas por la mosca del tse-tse.